# Capacité porteuse
Pour les articles homonymes, voir Capacité.

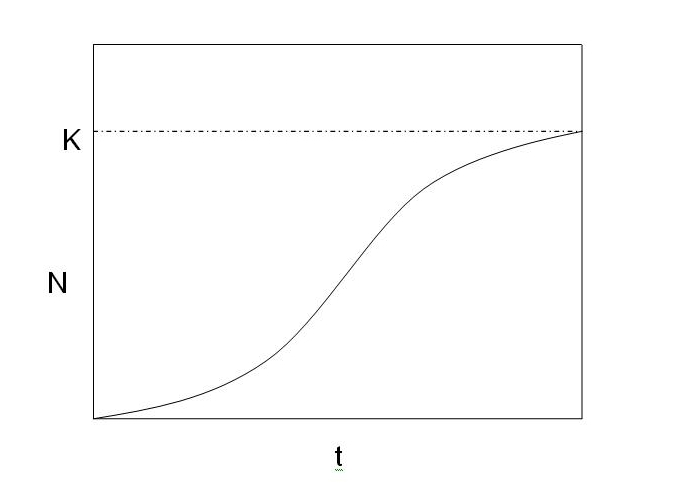
figure 1 : une courbe sigmoïdale illustrant la croissance de la population.

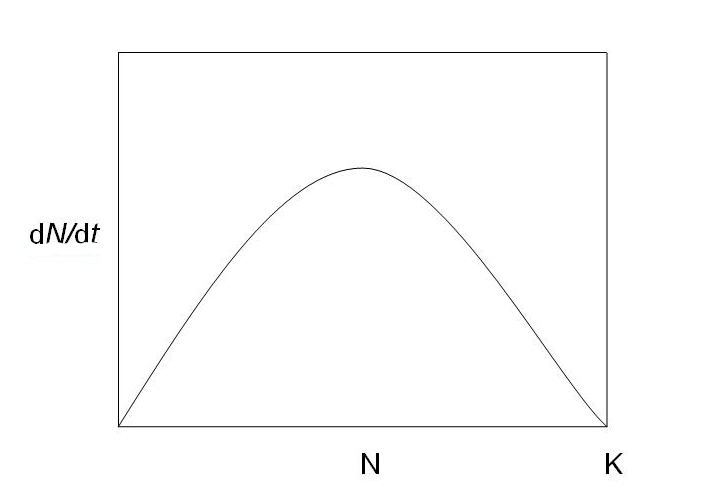
figure 2 : vitesse de croissance de la population en fonction de sa taille.

La capacité porteuse (aussi appelée capacité de charge, capacité limite, capacité de soutien, capacité biotique ainsi que capacité de support au Québec et carrying capacity en anglais) en écologie est la taille maximale de la population d’un organisme qu’un milieu donné peut supporter. La simplicité de cette définition toutefois cache la complexité réelle du concept et de son application.

## Écologie fondamentale
En écologie fondamentale, la capacité porteuse est généralement définie par la constante {\displaystyle K} dans l'équation différentielle suivante :
{\displaystyle {\frac {dN}{dt}}=rN\left({\frac {K-N}{K}}\right)\qquad \!}
- {\displaystyle N} est la population,
- {\displaystyle r} est son taux intrinsèque d'accroissement naturel,
- et {\displaystyle K} est la valeur de la capacité porteuse de la population, dans des conditions données.

L’expression entre parenthèses exprime le potentiel de croissance lié à la densité de population. L’expression est près de 1 aux valeurs de {\displaystyle N} près de 0 - la population s’approche alors d’une croissance exponentielle -, et égal 0 lorsque {\displaystyle N} = {\displaystyle K} - la croissance de la population est alors nulle. Le résultat de l’équation est une courbe sigmoïdale illustrant la croissance de la population (figure 1). Au début du temps {\displaystyle t}, la croissance est lente, puis augmente rapidement pour diminuer et se stabiliser au niveau de la capacité porteuse ({\displaystyle K}) de l’habitat ou de l’environnement. La figure 2 illustre le taux de croissance de la population en fonction de sa taille, {\displaystyle N}. Lorsque la valeur de {\displaystyle N} est faible ou élevée, la croissance de la population est faible, mais lorsque la valeur de {\displaystyle N} avoisine 0,5, la croissance de la population est maximale.
Cette équation est toutefois trop simpliste pour être d’une véritable utilité en écologie appliquée, confrontée à la complexité des systèmes naturels. Elle possède surtout une valeur heuristique en écologie fondamentale.
Une deuxième définition de capacité porteuse, plus générale que la première, se formule ainsi : l’état d’équilibre de la population ou de la densité de population où le taux de natalité égale le taux de mortalité, celle-ci causée par des facteurs liés à la densité.
Une troisième définition parfois en usage, encore plus générale que la seconde, définit la capacité porteuse comme un état stable à long terme d’une population donnée. Cette définition tient compte de l’immigration et de l’émigration, et les taux de mortalité et de natalité ne sont pas toujours équivalents. Toutefois, à long terme, la population a toujours une pente de zéro.
Aucune de ces définitions de capacité porteuse en écologie fondamentale ne tient compte des interactions avec les autres espèces, soit par la prédation, le parasitisme, la compétition ou la maladie. Considérant les fluctuations inhérentes aux facteurs biotiques et abiotiques de la plupart des environnements naturels, définir la capacité porteuse par une taille statique de la population est simplificateur et utopique. En outre, ces définitions ne tiennent pas compte de l’évolution au cours du temps qui peut également influer sur l’abondance d’une population.

## Écologie appliquée

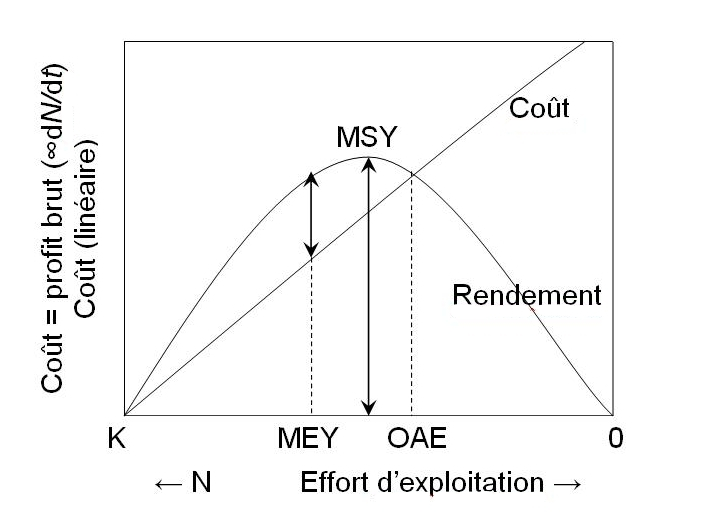
figure 3 : les quatre définitions de capacité porteuse en écologie appliquée.

En écologie appliquée, on retient quatre définitions de capacité porteuse :
- La taille maximale stable de la population qu’un milieu donné peut supporter sans exploitation. Cette définition tire son origine de la constante {\displaystyle K} en écologie fondamentale.
- Le rendement équilibré maximal (MSY, maximum sustainable yield) d’une population qu’un milieu peut produire pour l’exploitation. Ce rendement équivaut à 0,5{\displaystyle K}, soit le niveau maximal de croissance de la population en écologie fondamentale.
- Le rendement économique équilibré maximal (MEY, maximum sustainable economic yield) d’une population qu’un milieu peut produire pour l’exploitation. Ce rendement équivaut à la différence maximale entre la valeur du rendement et le coût d’exploitation.
- Le rendement à l’équilibre à l’accès libre (OAE, open-access equilibrium), où la valeur du rendement équivaut au coût d’exploitation. Ceci correspond à la limite économique supérieure de l’exploitation en l’absence de subventions et de politiques restrictives d’aménagement.

La figure 3 illustre les quatre définitions utilisées en écologie appliquée. La courbe du rendement montre une augmentation initiale et une décroissance jusqu’à la valeur zéro après un sommet aux environs de 0,5{\displaystyle K}. Le rendement équivaut au surplus de production qui se traduit en profit brut. Ce dernier varie en fonction du taux de croissance de l’organisme exploité. Le coût d’exploitation augmente linéairement avec l’effort d’exploitation. Sur l’abscisse, l’effort d’exploitation augmente en direction de la droite. La taille de la population {\displaystyle N} augmente vers la gauche, le maximum étant situé au point {\displaystyle K}, soit la capacité porteuse. Le point {\displaystyle K} est aussi le point où le taux d’exploitation est nul. Le rendement équilibré maximal (MSY) se produit à 0,5{\displaystyle K}. Le rendement économique équilibré maximal (MEY) correspond au profit net et se produit lorsque les pentes du coût et du rendement sont parallèles. Le rendement à l’équilibre à l’accès libre (OAE) se produit lorsque le profit brut équivaut au coût.